# Палеотропіки

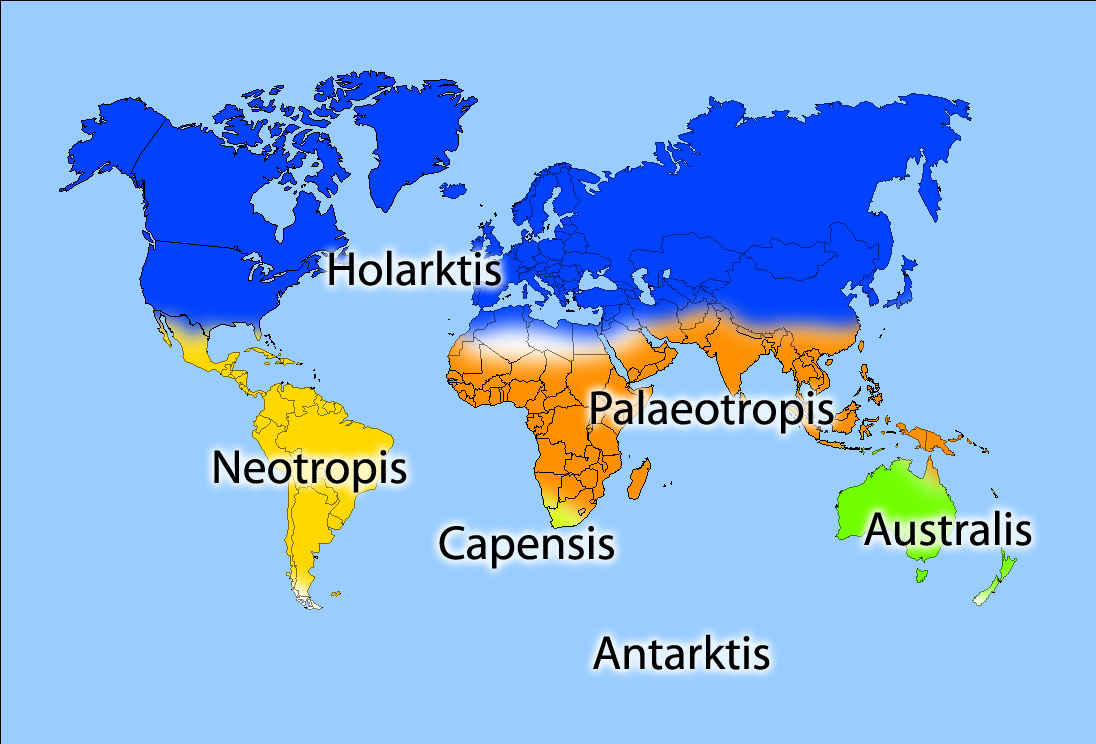
Карта Екорегіонів

Палеотропіки —  біогеографічна область, котра включає в себе тропічні і субтропічні регіони Старого Світу, а саме майже вся Африку (крім крайньої півночі й крайнього півдня), Аравійський півострів, Індостан і Південно-Східну Азію. Флора характеризується близько 40 ендемічними родинами рослин, наприклад, Nepenthaceae, Musaceae, Pandanaceae, Flagellariaceae.

## Галерея

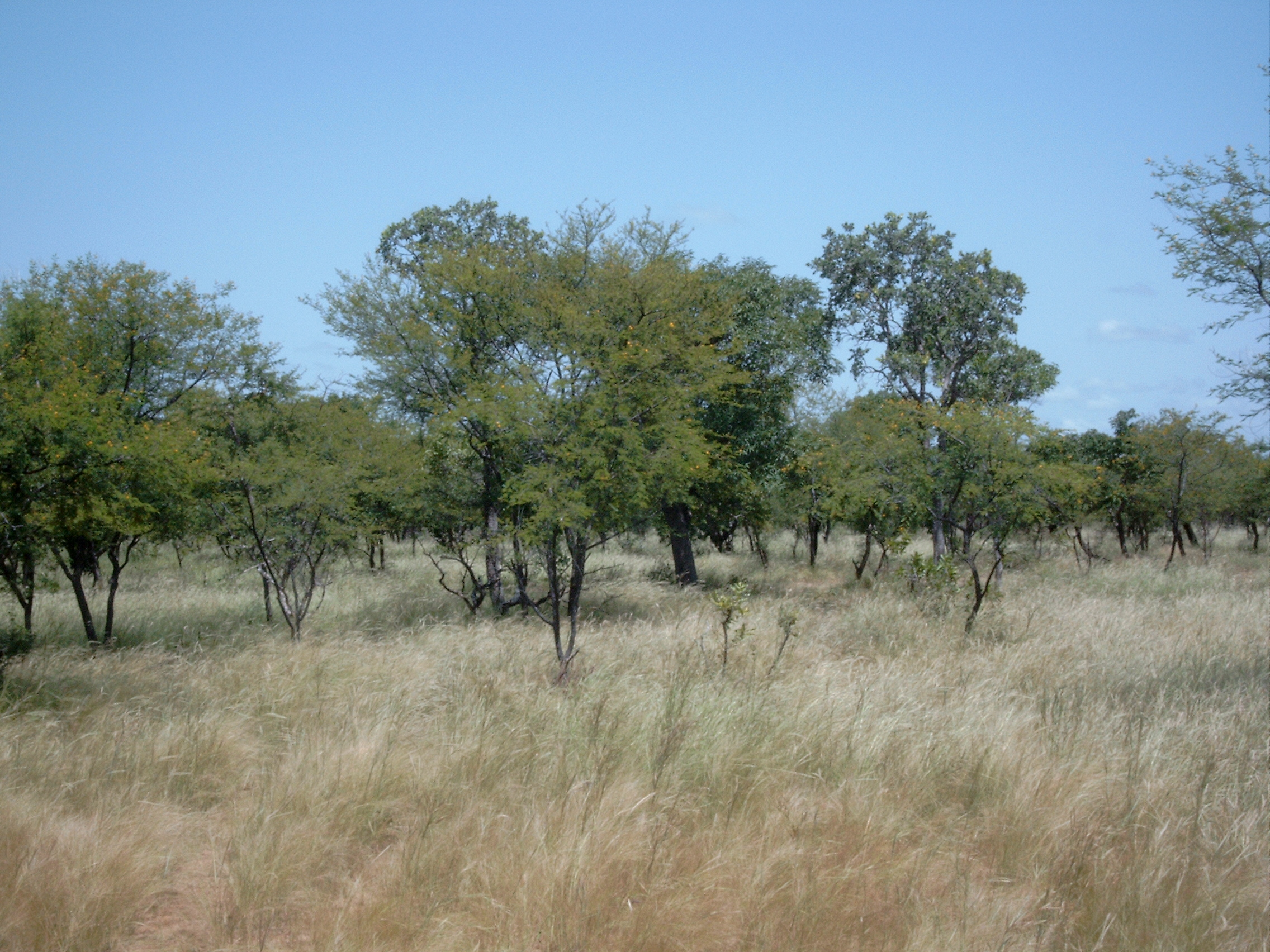
Савана в Буркіна-Фасо
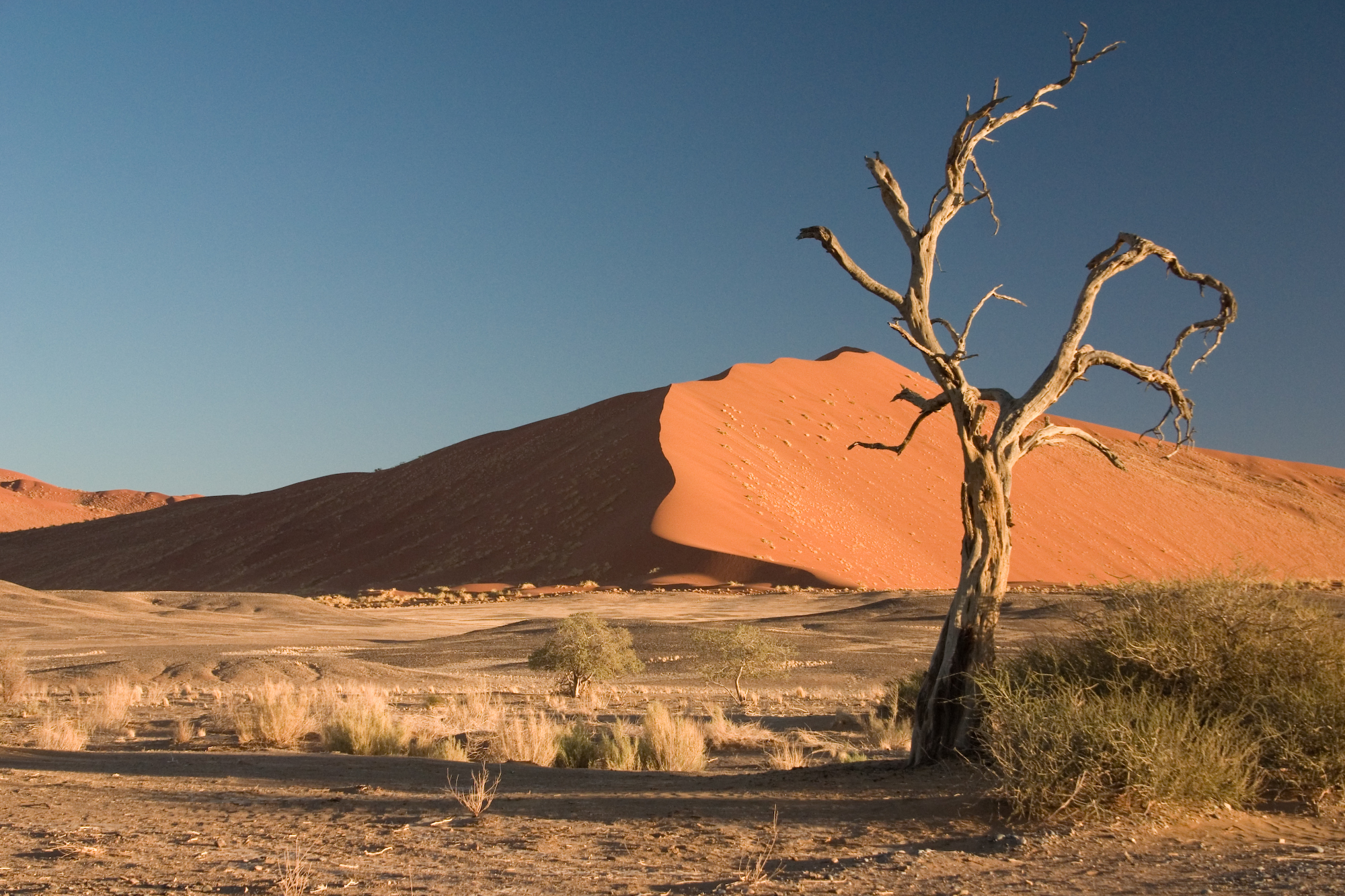
Пустеля Наміб
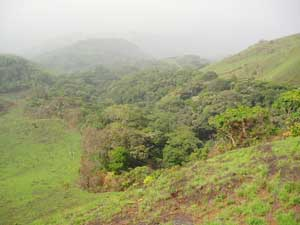
Галерейний ліс у Гвінеї

| Екологія | Це незавершена стаття з екології. Ви можете допомогти проєкту, виправивши або дописавши її. |